# 부산항대교
부산항대교(釜山港大橋)는 남구 감만동과 영도구 청학동을 연결하는 교량이다. 가칭은 북항대교(北港大橋)였다.
2006년 12월 14일 착공하여 2014년 5월 22일 개통하였다. 건설 및 관리는 부산시와 북항아이브리지(주)에서 맡는다.

## 특징

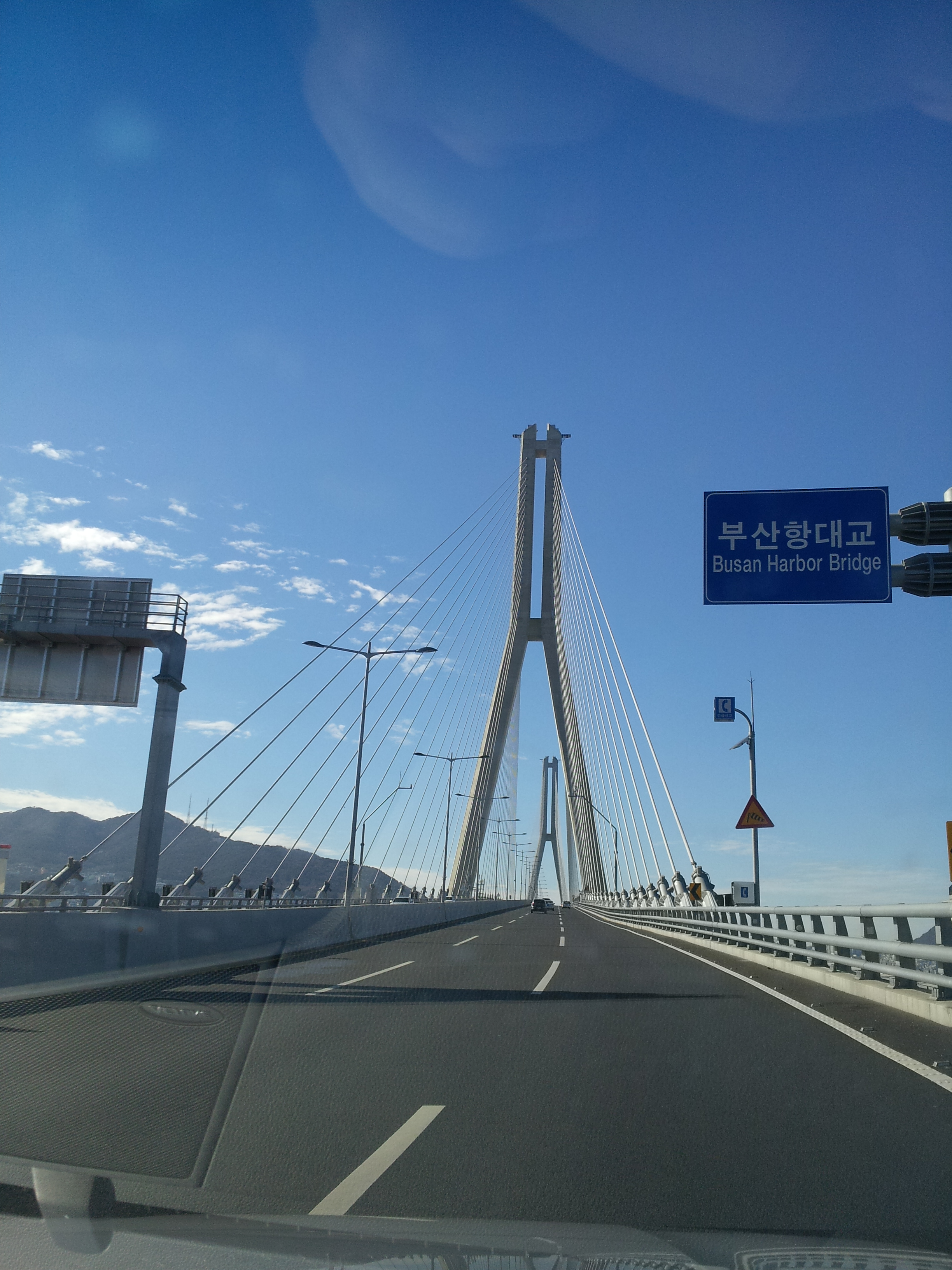
부산항대교(사장교)

다리 길이는 3331m(교량 구간 1114m, 접속도로 2217m)로 너비는 18.6 ~ 28.7m(4 ~ 6차로)이며, 다이아몬드형인 주탑의 높이는 190m인 사장교이다. 해수면에서 상판까지의 높이는 63m이다. 청학동에서 감만동 방향에는 대한민국 최초로 고리형 접속도로가 있으며, 총 사업비는 5,384억 원이다. 2014년 8월 21일까지 통행요금이 무료다.

## 연혁
- 2006년 12월 14일 : 착공
- 2014년 5월 22일 : 개통
- 2014년 8월 21일 : 통행료 징수 개시[4][5]

## 통행료
2014년 8월 21일 기준이다.
| 구분   | 통행료 |
| ------ | ------ |
| 경차   | 700    |
| 소형차 | 1,400  |
| 중형차 | 2,400  |
| 대형차 | 3,000  |

## 운행 제한
부산항대교는 도로법 제77조 및 동법시행령 제79조 2항, 도로교통법 제39조에 따라 다음 조건 중 하나라도 해당하는 차량은 통행이 제한된다.
- 적재물을 포함한 높이가 4.3m를 초과한 차량
- 적재물을 포함한 길이가 19m를 초과한 차량
- 적재물을 포함한 너비가 3.3m를 초과한 차량
- 화물 적재가 불량한 차량
- 정상운행속도가 시속 40Km 미만인 차량
- 이상기후기 (적설량 10cm이상 또는 영하 20℃이하) 때 연결 화물차량(폴카,트레일러)
- 기타 북항아이브리지에서 도로의 구조 보전과 운행의 위험을 방지하기 위하여 운행 제한이 필요하다고 인정하는 차량

## 남·북항연결도로
부산광역시는 남항대교와 부산항대교를 가로지르는 남·북항연결도로를 안전성 등의 문제로 2009년 6월 애초 계획대로 고가도로로 건설한다고 밝혔다.
고가도로는 조망권 및 일조권 침해 문제를 해결하기 위해 길이 2.4 km, 높이 22m 그리고 기둥사이간격은 80m, 고가도로 상부 구조는 특수복합 트러스교 방식으로 건설되었다.

## 미디어
- SBS TV : 《생활의 달인》 881회 (2층 버스 기사의 달인에 소개됨)